# アントン・ウルリヒ・フォン・ブラウンシュヴァイク
アントン・ウルリヒ・フォン・ブラウンシュヴァイク（独: Anton Ulrich von Braunschweig, 1714年8月14日/グレゴリオ暦8月28日 - 1774年5月4日/グレゴリオ暦5月15日）は、ドイツ生まれの貴族で、ロシア帝国の大元帥。ロシア皇帝イヴァン6世の父。ロシア語名ではアントン・ウリリフ・ブラウンシュヴェイクスキー（Антон Ульрих Брауншвейгский）。

## 生涯
ブラウンシュヴァイク＝ベーヴェルン公フェルディナント・アルブレヒト2世とその妻アントイネッテ・アマーリエの間の次男として生まれる。誕生の5か月前に死去したブラウンシュヴァイク＝ヴォルフェンビュッテル公アントン・ウルリヒは母方の曾祖父にあたる。兄にヴォルフェンビュッテル公カール1世、妹にプロイセン王フリードリヒ2世の妃エリーザベト・クリスティーネやデンマーク王フレゼリク5世の妃ユリアーネ・マリーなどがいる。神聖ローマ皇帝カール6世の皇后エリーザベト・クリスティーネ、ロシア皇帝ピョートル2世の母シャルロッテ・クリスティーネは共に母方の伯母であり、アントン・ウルリヒとマリア・テレジア、ピョートル2世は共に母方のいとこ同士である。
1739年、伯母エリーザベト・クリスティーネが取りまとめて、メクレンブルク＝シュヴェリーン公カール・レオポルトの娘でロシア皇帝イヴァン5世の外孫、女帝アンナの姪であるエリーザベト・カタリーナ・クリスティーネ（アンナ・レオポルドヴナと名乗る）と結婚した。この結婚はロマノフ家とハプスブルク家の結びつきの強化を意図していた。
1740年、2人の間の息子イヴァンが生後6か月で皇帝となり、その母アンナが摂政となった。しかし、翌1741年に貴族たちによって廃位され、代わって帝位に就いたエリザヴェータは、アントン・ウルリヒとアンナ、イヴァン6世とその妹エカチェリーナを監禁した。アンナはその後3子を産んで1746年に死去した。アントン・ウルリヒはその後も30年以上監禁され続け、1774年に獄死した。

## 子女
- イヴァン（1740年 - 1764年） - 皇帝イヴァン6世
- エカチェリーナ（1741年 - 1807年）
- エリザヴェータ（1743年 - 1782年）
- ピョートル（1745年 - 1798年）
- アレクセイ（1746年 - 1787年）

## 備考
「ほら男爵」として知られるミュンヒハウゼン男爵は、ロシアで失脚前のアントン・ウルリヒに仕えていたことがある。